# Louis Devos
Louis Devos (Brussel, 15 juni 1926 - 22 januari 2015) was een Belgische tenor en dirigent.

## Biografie
Louis Devos combineerde zijn studie Grieks-Latijnse taal- en letterkunde met muziekstudie. Hij begon zijn muzikale loopbaan als altviolist maar al spoedig bleek zijn zangtalent. Hij vervolmaakte zijn opleiding in het Oostenrijkse Graz, aan de Universität für Musik und darstellende Kunst.
Gedurende meer dan vier decennia was hij te horen in de belangrijkste Europese muziekcentra waar hij optrad met de Filharmonische orkesten van Berlijn, München, Wenen, Warschau, Amsterdam, Londen, Rome, Parijs, Madrid, Lissabon, Stockholm en Kopenhagen. Maar ook over de Atlantische Oceaan had hij optredens in de Verenigde Staten, Canada en Brazilië.
Grote dirigenten zoals Georg Solti, Ernest Ansermet, André Cluytens, Rafael Kubelik, Igor Markevitsj, Colin Davis, Bernard Haitink en Pierre Boulez deden beroep op Devos voor wereldcreaties of eerste uitvoeringen in België van moeilijke werken van onder meer Stravinsky, Milhaud, Rudolf Escher, Lutoslawski of Penderecki.
Devos bezat een absoluut gehoor wat voor hem een bijzonder hulpmiddel was bij het vertolken van zijn vele concerten van hedendaagse muziek. Een van zijn internationaal besproken realisaties was de hoofdrol van Aron in de verfilming van Schönberg’s opera Moses und Aron, gevolgd door de plaatopname ervan en een productie voor de Weense radio. Er volgde ook een uitvoering in het Festspielhaus te Salzburg die door de Oostenrijkse regering werd aangeboden aan alle Europese en Amerikaanse radiostations ter gelegenheid van de viering van de 100ste verjaardag van de geboorte van Arnold Schönberg.
Maar Louis Devos was naast tenor ook dirigent, onder meer van het ensemble "Musica Polyphonica", waarvan ook zijn vrouw Bernadette Degelin deel uitmaakte. Het ensemble legde zich toe op historiserende uitvoeringen van barokmuziek. De kwaliteit van zijn werk trok de aandacht van de muziekdirecteur van platenhuis Erato in Parijs die hem de opdracht gaf om met zijn ensemble niet minder dan twintig platen en cd’s te realiseren. En plots was daar de wereldwijde erkenning voor zijn opzoekingswerk met een Grand Prix du Disque. 
In 1989 ontdekte Devos het manuscript van de tweede tot dan onbekende versie van de Messe des morts van François-Joseph Gossec die hij eveneens bij Erato op cd vastlegde. Het werk was niet zonder belang want het had tot inspiratie gediend voor Mozart, Beethoven, Berlioz, Mahler en Sjostakovitsj. De opname ervan was goed voor een tweede “Grand Prix du Disque” die Devos ontving uit handen van president Chirac.
Zijn veelzijdigheid bracht hem ook in de opera. Zonder een werkelijke operacarrière na te streven werden zijn kwaliteiten opgemerkt door de Nationale Opera De Munt en door de operahuizen van Amsterdam, Parijs, Lyon, Dublin, de Scala van Milaan en Covent Garden te Londen.
Zijn muzikale eruditie en ervaring maakten hem tevens tot een gewaardeerd lid van internationale jury's. De internationale zangwedstrijd van Den Bosch bood hem het juryvoorzitterschap aan, maar ook in de internationale wedstrijden van Genève, Rome, Belgrado, de Bachwedstrijd van Leipzig en in de Koningin Elisabethwedstrijd was hij jurylid.
Als podiumkunstenaar wilde Devos zijn kennis delen met aanstormende jongeren. Hij werd een pedagoog aan het Koninklijk Conservatorium van Brussel, en ook aan de Conservatoria van Amsterdam en Maastricht. Aan de Internationale Händel-Akademie in Karlsruhe gaf hij gedurende vele jaren masterclasses in de barokpraktijk. Zijn talrijke oud-studenten zetten als solisten en pedagogen zijn werk voort.